# Бремя страстей человеческих
«Бремя страстей человеческих» (англ. Of Human Bondage) — один из наиболее известных романов английского писателя Уильяма Сомерсета Моэма, написанный в 1915 году. Главный герой книги — Филип Кэри, хромой сирота, чья судьба прослеживается от несчастливого детства до взрослых лет. Филип мучительно ищет своё призвание и пытается выяснить, в чём же состоит смысл жизни. Ему предстоит испытать немало разочарований и расстаться со многими иллюзиями, прежде чем он сумеет найти свой ответ на этот вопрос.

## Сюжет
Первые главы посвящены жизни Филипа в Блэкстебле у дяди и тёти и учёбе в королевской школе в Теркенбери, где Филип терпит немало издевательств из-за своей хромой ноги. Родственники рассчитывают, что после окончания школы Филип поступит в Оксфорд и примет духовный сан, однако молодой человек чувствует, что у него к этому нет настоящего призвания. Вместо этого он отправляется в Гейдельберг (Германия), где учит латынь, немецкий и французский.
Во время своего пребывания в Германии Филип знакомится с англичанином Хейуордом. Филип сразу же проникается симпатией к своему новому знакомому, его не могут не восхищать обширные познания Хейуорда в литературе и искусстве. Однако пылкий идеализм Хейуорда не подходит Филипу: «Он всегда страстно любил жизнь, и опыт подсказывал ему, что идеализм — чаще всего трусливое бегство от жизни. Идеалист уходит в себя, потому что страшится напора человеческой толпы; у него не хватает сил для борьбы, и потому он считает её занятием для черни; он тщеславен, а так как ближние не соглашаются с его оценкой самого себя, он утешается тем, что платит им презрением». Другой приятель Филипа, Уикс, так характеризует людей, подобных Хейуорду: «Они всегда восхищаются тем, чем принято восхищаться — чем бы это ни было, — и на днях собираются написать великое произведение. Подумать только — сто сорок семь великих произведений покоятся в душе ста сорока семи великих мужей, но трагедия заключается в том, что ни одно из этих ста сорока семи великих произведений никогда не будет написано. И на свете от этого ничего не меняется».
В Гейдельберге Филип перестаёт верить в Бога, испытывает необычайный душевный подъём и осознаёт, что тем самым сбросил с себя тяжкое бремя ответственности, придававшей значительность каждому его поступку. Филип чувствует себя зрелым, бесстрашным, свободным и решает начать новую жизнь.
После этого Филип предпринимает попытку стать присяжным бухгалтером в Лондоне, но оказывается, что и эта профессия — не для него. Тогда молодой человек принимает решение отправиться в Париж и заняться живописью. Новые знакомые, занимающиеся вместе с ним в художественной студии «Амитрино», знакомят его с ведущим богемный образ жизни поэтом Кроншоу. Кроншоу — антипод Хейуорда, циник и материалист. Он высмеивает Филипа за то, что тот отказался от христианской веры, не отбросив вместе с ней и христианскую мораль. «Люди стремятся в жизни только к одному — к наслаждению, — говорит он. — Человек совершает тот или иной поступок потому, что ему от этого хорошо, а если от этого хорошо и другим людям, человека считают добродетельным; если ему приятно подавать милостыню, его считают милосердным; если ему приятно помогать другим, он — благотворитель; если ему приятно отдавать силы обществу, он — полезный член его; но вы ведь даёте два пенса нищему для своего личного удовлетворения, так же как я для своего личного удовлетворения пью виски с содовой». Отчаявшийся Филип спрашивает, в чём же тогда, по мнению Кроншоу, заключается смысл жизни, а поэт советует ему поглядеть на персидские ковры и отказывается от дальнейших пояснений.
Филип не готов принять философию Кроншоу, однако он соглашается с поэтом в том, что абстрактной морали не существует, и отказывается от неё: «Долой узаконенные представления о добродетели и пороке, о добре и зле — он сам установит для себя жизненные правила». Филип даёт себе совет: «Следуй своим естественным наклонностям, но с должной оглядкой на полицейского за углом». (Тому, кто не читал книгу, это может показаться дикостью, однако следует учитывать, что естественные наклонности Филипа вполне соответствуют общепринятым нормам).
Вскоре Филип понимает, что из него не выйдет великого художника, и поступает в медицинский институт при больнице святого Луки в Лондоне. Он знакомится с официанткой Милдред и влюбляется в неё, несмотря на то, что видит все её недостатки: она некрасива, вульгарна и глупа. Страсть заставляет Филипа идти на невероятные унижения, сорить деньгами и приходить в восторг от малейшего знака внимания со стороны Милдред. Вскоре, она, как и следовало ожидать, уходит к другому человеку, но через некоторое время возвращается к Филипу: оказалось, что её благоверный женат. Филип немедленно порывает связь с доброй, благородной и неунывающей девушкой Норой Несбитт, с которой познакомился вскоре после расставания с Милдред, и повторяет все свои ошибки во второй раз. В конце концов, Милдред неожиданно влюбляется в его институтского товарища Гриффитса и бросает несчастного Филипа.
Филип пребывает в растерянности: философия, которую он для себя придумал, показала свою полную несостоятельность. Филип убеждается в том, что интеллект вообще не может всерьёз помочь людям в критическую минуту жизни, разум его — только созерцатель, регистрирующий факты, но бессильный вмешаться. Когда наступает время действовать, человек бессильно склоняется под бременем своих инстинктов, страстей. Это постепенно приводит Филипа к фатализму: «Снявши голову, по волосам не плачут, ибо все силы были направлены на то, чтобы эту голову снять».
Через некоторое время Филип встречается с Милдред в третий раз. Он уже не чувствует к ней прежней страсти, но по-прежнему испытывает какое-то пагубное влечение к этой женщине и тратит на неё кучу денег. В довершение к этому он разоряется на бирже, теряет все свои сбережения, бросает мединститут и устраивается на работу в мануфактурный магазин. Но именно тогда Филип разгадывает загадку Кроншоу и находит в себе силы отказаться от последней иллюзии, сбросить с себя последнее бремя. Он признаёт, что «жизнь не имеет никакого смысла, и существование человека бесцельно. […] Зная, что ни в чём нет смысла и ничто не имеет значения, человек всё же может получить удовлетворение, выбирая различные нити, которые он вплетает в бесконечную ткань жизни: ведь это река, не имеющая истока и бесконечно текущая, не впадая ни в какие моря. Существует один узор — самый простой и красивый: человек рождается, мужает, женится, производит на свет детей, трудится ради куска хлеба и умирает; но есть и другие, более замысловатые и удивительные узоры, где нет места счастью или стремлению к успеху, — в них скрыта, пожалуй, какая-то своя тревожная красота».
Осознание бесцельности жизни вовсе не приводит Филипа в отчаяние, как можно было подумать, а наоборот делает его счастливым: «Неудача ничего не меняет, а успех равен нулю. Человек — только мельчайшая песчинка в огромном людском водовороте, захлестнувшем на короткий миг земную поверхность; но он становится всесильным, как только разгадает тайну, что и хаос — ничто».
Дядя Филипа умирает и оставляет племяннику наследство. Эти деньги позволяют Филипу вернуться в мединститут. Во время учёбы он лелеет мечту отправиться в путешествие, посетить Испанию (в своё время на него произвели огромное впечатление картины Эль Греко) и страны Востока. Однако новая подруга Филипа, девятнадцатилетняя Салли — дочь его бывшего пациента Торпа Ательни, сообщает о том, что она ждёт ребёнка. Филип как человек благородный решает жениться на ней, несмотря на то, что это не позволит осуществиться его мечтам о путешествиях. Вскоре оказывается, что Салли ошиблась, однако Филип не чувствует облегчения — наоборот, он разочарован. Филип понимает, что нужно жить сегодняшним, а не завтрашним днём, самый простой узор человеческой жизни и является самым совершенным. Поэтому он всё-таки делает предложение Салли. Он не любит эту девушку, но чувствует к ней огромную симпатию, ему с ней хорошо, к тому же, он, как ни смешно это звучит, питает к ней уважение, а страстная любовь, как показала история с Милдред, зачастую приносит одни огорчения.
В конце концов, Филип даже примиряется со своей хромой ногой, ведь «без неё он не мог бы так остро ощущать красоту, страстно любить искусство и литературу, взволнованно следить за сложной драмой жизни. Издёвки и презрение, которым он подвергался, заставили его углубиться в себя и вырастили цветы — теперь уже они никогда не утратят своего аромата». На смену вечной неудовлетворённости приходит душевное спокойствие.

## Автобиографичность
По словам Моэма, «Бремя страстей человеческих» — «роман, а не автобиография: хотя в нём есть много автобиографических деталей, вымышленных гораздо больше». И всё же следует отметить, что подобно своему герою Моэм рано лишился родителей, воспитывался дядей-священником, рос в городке Уитстэбле (в романе Блэкстебл), учился в королевской школе в Кентербери (в романе Теркенбери), изучал литературу и философию в Гейдельберге и медицину в Лондоне. В отличие от Филипа, Моэм не был хромым, однако заикался.

## Отношение Моэма к роману
Сам Моэм считал, что роман перегружен избыточными деталями, что многие сцены были добавлены в роман просто для увеличения объема или в силу моды — роман был издан в 1915 году — представления о романах в то время отличались от современных. Поэтому в 1960-х годах Моэм существенно сократил роман «…прошло немало времени, прежде чем писатели поняли: описание размером в одну строку часто дает больше, чем в полную страницу». В русском переводе этот вариант романа получил название «Бремя страстей» — чтобы была возможность отличить его от оригинальной версии.

## Экранизации
- Фильм 1934 года с Лесли Говардом в роли Филипа и Бетт Дейвис в роли Милдред
- Фильм 1946 года с Полом Генридом в роли Филипа и Элинор Паркер в роли Милдред, а так же Алексис Смит в роли Норы Несбитт.
- Фильм 1964 года с Лоуренсом Харви в роли Филипа и Ким Новак в роли Милдред